# Schilino
Schilino (russisch Жилино; deutsch Szillen, 1936 bis 1947 Schillen, litauisch Žiliai) ist eine Siedlung im Rajon Neman in der russischen Oblast Kaliningrad. Der Ort Schilino gehört zur kommunalen Selbstverwaltungseinheit Stadtkreis Neman.

## Geographische Lage
Schilino liegt im historischen Ostpreußen, etwa 15 Kilometer südwestlich der Rajonstadt Neman (Ragnit) und 30 Kilometer nördlich von Tschernjachowsk (Insterburg). Die Stadt Sowetsk (Tilsit) im Norden ist etwa 20 Kilometer entfernt.

## Ortsname

Szillen ostnordöstlich von Königsberg, am Knie der Eisenbahnstrecke Tilsit–Insterburg, auf einer Landkarte von 1908.

Der Name Szillen (Schillen) ist von ßilas (litauisch = Heide) abgeleitet und bedeutet so viel wie ‚Heideort‘.

## Geschichte
Die ersten Siedler kamen wohl im 16. Jahrhundert als Zinsbauern nach Szillen. Ab dem 17. Jahrhundert durfte dort auch Eigentum erworben werden. Im Jahr 1629 wurde das Kirchspiel Szillen errichtet. Im Jahr 1732 zogen Salzburger Exulanten zu. Um 1785 war das Dorf Szillen eine Streusiedlung mit einer Kirche, zwei Windmühlen und 23 Feuerstellen (Haushaltungen), das zum Amtsbezirk Sommerau gehörte. Im 19. Jahrhundert gehörte das Dorf zum Kreis Ragnit.
In der zweiten Hälfte des 19. Jahrhunderts wurden die Chausseen und die Eisenbahnlinie Tilsit–Insterburg gebaut. 1865 erhielt der Apotheker Kaul eine Konzession für die Eröffnung einer Apotheke in Szillen. 1895 wurde eine Freiwillige Feuerwehr gegründet. In den Jahren 1910/11 wurde Szillen an das Stromnetz angeschlossen. Bis 1945 befand sich in Schillen ein Gutsbetrieb, der Eigentum der Familie Erzberger war.
Bis 1945 gehörte Schillen zum Landkreis Tilsit-Ragnit im Regierungsbezirk Gumbinnen der Provinz Ostpreußen.
Angesichts der sich nähernden Front im Zweiten Weltkrieg wurde Schillen im Oktober 1944 evakuiert. Bald darauf wurde der Ort von der Roten Armee besetzt. Im März 1946 wurde in Szillen zur Versorgung der in Tilsit stationierten sowjetischen 28. Mechanisierten Schützendivision der Militär-Sowchos Nr. 20 eingerichtet. Auf ihm hatten vor allem Deutsche aus Schillen und Umgebung zu arbeiten, die nicht geflohen oder dorthin zurückgekehrt waren. Im Sommer 1947 wurde daraus der (Zivil-)Sowchos Nr. 134. Es wurden nun auch Umsiedler aus der Sowjetunion aufgenommen. Szillen wurde in Schilino umbenannt und Hauptort eines Dorfsowjets. Im Oktober 1948 wurden die Deutschen per Lastwagen oder Schlitten nach Kaliningrad und von dort in Güterwaggons in die Sowjetische Besatzungszone abtransportiert.
Schilino gehört zu den wenigen Orten im ehemaligen Nord-Ostpreußen, dessen historischer Name in „russifizierter“ Form überdauert hat.

### Demographie
| Jahr | Anzahl Einwohner | Anmerkungen                 |
| ---- | ---------------- | --------------------------- |
| 1818 | ca. 140          | [ 6 ]                       |
| 1839 | 0180             | [ 7 ]                       |
| 1852 | über 260         | [ 8 ]                       |
| 1861 | 0262             | im Dezember, in 48 Gebäuden |
| 1871 | 320              | [ 10 ]                      |
| 1910 | 1059             | am 1. Dezember              |
| 1933 | 1758             | [ 13 ]                      |
| 1939 | 1946             | [ 13 ]                      |

| Jahr | Anzahl | Anmerkungen |
| ---- | ------ | ----------- |
| 2002 | 1012   | [ 14 ]      |
| 2010 | 0931   | [ 14 ]      |

### Amtsbezirk Szillen/Schillen (1874–1945)
Zwischen 1874 und 1945 bestand der Amtsbezirk Szillen (ab 1936 „Amtsbezirk Schillen“), der zum Kreis Ragnit, ab 1. Juli 1922 zum Landkreis Tilsit-Ragnit im Regierungsbezirk Gumbinnen der preußischen Provinz Ostpreußen gehörte:
| Name                                       | Änderungsname 1938 bis 1946 | Russischer Name | Bemerkungen                                                      |
| ------------------------------------------ | --------------------------- | --------------- | ---------------------------------------------------------------- |
| Gaidszen 1936–1938: Gaidschen              | Drosselbruch                | Watutino        |                                                                  |
| Gurbischken                                | Nettelhorst                 | Gorbunowo       |                                                                  |
| Ihlauszen 1936–1938: Ihlauschen            | Hochmooren                  |                 |                                                                  |
| Kropien 1928–38:Usseinen                   | Larischhofen                |                 | 1938 nach Schillen eingegliedert                                 |
| Norwilkischken                             | Argenflur                   | Stanowoje       |                                                                  |
| Nurnischken                                | Dreisiedel                  | Pokrowskoje     |                                                                  |
| Szillen                                    | ab 1936: Schillen           | Schilino        |                                                                  |
| Uszainen ab 1913: Usseinen                 | Larischhofen                |                 | 1928 nach Kropien eingegliedert, das in Usseinen umbenannt wurde |
| Wingeruppen                                | Bruchhof (Ostpr.)           | Wolokolamskoje  |                                                                  |
| vor 1908: Aschmoweitkuhnen                 | ab 1933: Achtfelde          |                 |                                                                  |
| vor 1908: Balandzen 1936–1938: Balandschen | Ballanden                   |                 |                                                                  |
| vor 1908: Sackeln                          |                             |                 |                                                                  |

### Schilinski selski Sowet/okrug 1947–2008
Der Dorfsowjet Schilinski selski Sowet (ru. Жилинский сельский Совет) wurde im Juni 1947 eingerichtet. Im Jahr 1954 wurde der Uljanowski selski Sowet an den Schilinski selski Sowet angeschlossen. Spätestens in den 1970er Jahren gelangten diese Orte dann allerdings in den Luninski selski Sowet. Nach dem Zerfall der Sowjetunion bestand die Verwaltungseinheit als Dorfbezirk Schilinski selski okrug (ru. Жилинский сельский округ). Im Jahr 2008 wurden die verbliebenen Orte des Dorfbezirks in die neugebildete Landgemeinde Schilinskoje selskoje posselenije übernommen.
| Ortsname                       | Name bis 1947/50                                    | Bemerkungen                                                                              |
| ------------------------------ | --------------------------------------------------- | ---------------------------------------------------------------------------------------- |
| Antipino (Антипино)            | Anstippen, 1938–1945: „Ansten“                      | Der Ort wurde 1950 umbenannt und vor 1988 verlassen.                                     |
| Axakowo (Аксаково)             | Maßwillen                                           | Der Ort wurde 1950 umbenannt und vor 1975 verlassen.                                     |
| Bobry (Бобры)                  | Schwirblienen, 1938–1945: „Mühlenhöh“               | Der Ort wurde 1950 umbenannt.                                                            |
| Boizowo (Бойцово)              | Boyken                                              | Der Ort wurde 1950 umbenannt und vor 1975 an den Ort Pokrowskoje angeschlossen.          |
| Fadejewo (Фадеево)             | Neuhof-Hohenberg                                    | Der Ort wurde 1950 umbenannt.                                                            |
| Gorbunowo (Горбуново)          | Gurbischken, 1938–1945: „Nettelhorst“               | Der Ort wurde 1950 umbenannt und vor 1975 an den Ort Bobry angeschlossen.                |
| Jermolowo (Ермолово)           | Schacken-Jedwillen, 1938–1945: „Feldhöhe“           | Der Ort wurde 1950 umbenannt und vor 1975 verlassen.                                     |
| Jurjewo (Юрьево)               | Schunwillen, 1938–1945: „Argenau“                   | Der Ort wurde 1950 umbenannt und vor 1975 an den Ort Fadejewo angeschlossen.             |
| Kowaljowo (Ковалёво)           | Wilkawischken, 1938–1945: „Wildhegen“               | Der Ort wurde 1950 umbenannt und vor 1988 verlassen.                                     |
| Krutschino (Кручинино)         | Duden                                               | Der Ort wurde 1950 umbenannt und vermutlich vor 1975 an den Ort Schilino angeschlossen.  |
| Kurotschkino (Курочкино)       | Kropien                                             | Der Ort wurde 1950 umbenannt und vor 1988 verlassen.                                     |
| Larkino (Ларькино)             | Neuhof                                              | Der Ort wurde 1950 umbenannt und vor 1975 verlassen.                                     |
| Lasarewo (Лазарево)            | Padaggen, 1933–1945: „Brandenhof“                   | Der Ort wurde 1950 umbenannt und vor 1975 an den Ort Bobry angeschlossen.                |
| Minino (Минино)                | Skrebudicken, 1938–1945: „Finkental“                | Der Ort wurde 1950 umbenannt und vor 1988 verlassen.                                     |
| Pokrowskoje (Покровское)       | Nurnischken, 1938–1945: „Dreisiedel“                | Der Ort wurde 1950 umbenannt und vermutlich vor 1988 an den Ort Puschkino angeschlossen. |
| Polewoje (Полевое)             | Jodszehmen, 1938–1945: „Schwarzerd“                 | Der Ort wurde 1950 umbenannt und vor 1975 verlassen.                                     |
| Puschkino (Пушкино)            | Bruiszen/Bruischen, 1938–1945: „Lindenbruch“        | Der Ort wurde 1950 umbenannt.                                                            |
| Rudakowo (Рудаково)            | Ruddecken                                           | Der Ort wurde 1947 umbenannt.                                                            |
| Sagorskoje (Загорское)         | Sommerau                                            | Der Ort wurde 1947 umbenannt.                                                            |
| Schilino (Жилино)              | Szillen/Schillen                                    | Verwaltungssitz                                                                          |
| Schtscherbakowo (Щербаково)    | Lepalothen, 1938–1945: „Siebenkirchberg“            | Der Ort wurde 1950 umbenannt und vor 1975 an den Ort Bobry angeschlossen.                |
| Schubino (Шубино)              | Jurken                                              | Der Ort wurde 1950 umbenannt und vor 1975 verlassen.                                     |
| Schustowo (Шустово)            | Wittgirren-Stannen                                  | Der Ort wurde 1950 umbenannt und vor 1975 an den Ort Stanowoje angeschlossen.            |
| Stanowoje (Становое)           | Norwilkischken, 1938–1945: „Argenflur“              | Der Ort wurde 1950 umbenannt.                                                            |
| Torfjanowka (Торфяновка)       | Schlekaiten, 1938–1945: „Schlecken“                 | Der Ort wurde 1950 umbenannt und vor 1988 verlassen.                                     |
| Tuschinskoje (Тушинское)       | Petratschen [Ksp. Szillen], 1938–1945: „Petersmoor“ | Der Ort wurde 1950 umbenannt und vor 1975 verlassen.                                     |
| Watutino (Ватутино)            | Gaidszen/Gaidschen, 1938–1945: „Drosselbruch“       | Der Ort wurde 1950 umbenannt.                                                            |
| Winogradowo (Виноградово)      | Thalszenten/Thalschenten, 1938–1945: „Grünhöhe“     | Der Ort wurde 1950 umbenannt und vor 1975 verlassen.                                     |
| Wolokolamskoje (Волоколамское) | Wingeruppen, 1938–1945: „Bruchhof (Ostpr.)“         | Der Ort wurde 1950 umbenannt und vor 1988 verlassen.                                     |

Der im Jahr 1950 umbenannte Ort Gorkino (Groosten) wurde ebenfalls zunächst in den Schilinski selski Sowet eingeordnet, kam dann (vor 1975) aber zum Rakitinski selski Sowet.

Die beiden im Jahr 1950 umbenannten Orte Jermakowo (Karlshof) und Luganskoje (Pucknen) wurden ebenfalls zunächst in den Schilinski selski Sowet eingeordnet, kamen dann (vor 1975) aber zum Dorfsowjet Luninski selski Sowet.

### Schilinskoje selskoje posselenije 2008–2016

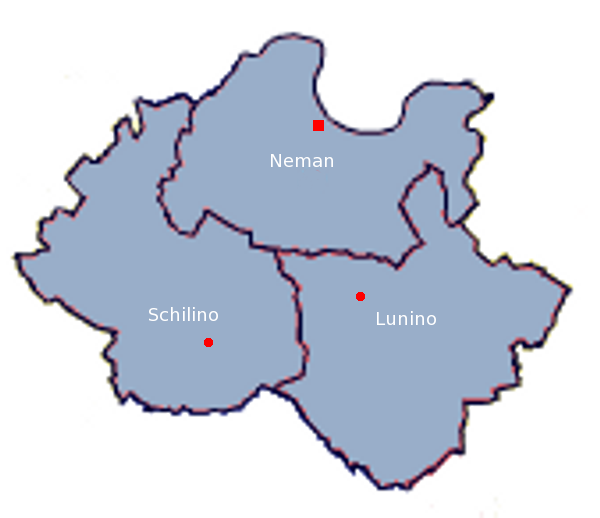
Die Lage der Landgemeinde Schilinskoje selskoje posselenije im Südwesten des Rajon Neman

Die Landgemeinde Schilinskoje selskoje posselenije (ru. Жилинское сельское поселение) wurde im Jahr 2008 eingerichtet. Sie umfasste 18 Siedlungen mit insgesamt etwa 3.000 Einwohnern, die vorher den Dorfbezirken Kanaschski selski okrug, Nowokolchosnenski selski okrug und Schilinski selski okrug zugeordnet waren. 2017 ging die Gemeinde in den neu geschaffenen Stadtkreis Neman auf.
| Ortsname                        | Einwohner 2010 | Häuser 2010 | deutscher Name                                                                         |
| ------------------------------- | -------------- | ----------- | -------------------------------------------------------------------------------------- |
| Barsukowka (Барсуковка)         | 90             | 12          | Bartukeiten/Bartenhöh                                                                  |
| Bobry (Бобры)                   | 28             | 7           | Schwirblienen/Mühlenhöh                                                                |
| Duminitschi (Думиничи)          | 27             | 10          | Giggarn/Girren                                                                         |
| Fadejewo (Фадеево)              | 49             | 9           | Neuhof-Hohenberg                                                                       |
| Goworowo (Говорово)             | 54             | 6           | Blausden/Blauden                                                                       |
| Kanasch (Канаш)                 | 469            | 85          | Jurgaitschen/Königskirch                                                               |
| Lukjanowo (Лукьяново)           | 29             | 7           | Lenkonischken/Großschenkendorf                                                         |
| Nowokolchosnoje (Новоколхозное) | 567            | 127         | Neu Argeningken/Argenbrück, Bublauken/Argenfurt, Sandlauken/Sandfelde und Willkischken |
| Obrutschewo (Обручево)          | 40             | 11          | Kellmienen/Kellen und Försterei Lappienen                                              |
| Pelewino (Пелевино)             | 8              | 4           | Laukandten/Waldeneck                                                                   |
| Puschkino (Пушкино)             | 52             | 21          | Bruiszen/Lindenbruch                                                                   |
| Rudakowo (Рудаково)             | 100            | 25          | Ruddecken                                                                              |
| Sagorskoje (Загорское)          | 46             | 6           | Sommerau                                                                               |
| Saizewo (Зайцево)               | 35             | 2           | Seikwethen/Ulmental                                                                    |
| Schepetowka (Шепетовка)         | 182            | 45          | Schillkojen/Auerfließ                                                                  |
| Schilino (Жилино)               | 931            | 115         | Szillen/Schillen                                                                       |
| Stanowoje (Становое)            | 3              | 2           | Norwilkischken/Argenflur                                                               |
| Watutino (Ватутино)             | 23             | 8           | Gaidszen/Drosselbruch                                                                  |

## Die Kirche zu Szillen
Zur Gründung des Kirchspiels, das zur evangelischen Diözese Ragnit im Kirchenkreis Tilsit-Ragnit in der Kirchenprovinz Ostpreußen der Kirche der Altpreußischen Union gehörte,  wurde in Szillen eine Kirche aus Fachwerk errichtet. Sie  brach im Jahr 1698 zusammen, angeblich während eines Festtags-Gottesdienstes, wobei es auch Opfer gegeben haben soll.
Im Jahr 1701 wurde eine neue Kirche fertiggestellt, diesmal aus Feldsteinen und Ziegelecken, mit einem 44 Meter hohen Turm. Zur Einweihung war auch der soeben in Königsberg gekrönte preußische König Friedrich I. erschienen. Diese Kirche wurde im Januar 1818 durch einen Orkan bis auf den Altarraum zerstört, bis 1827 aber wieder aufgebaut. Um 1860 bestand das Kirchspiel von Szillen zu über zwei Fünfteln aus Esten und Letten. 1924 wurde vor der Kirche ein Kriegerdenkmal zur Erinnerung an die Opfer des Ersten Weltkriegs errichtet. Nach 1945 wurde die Kirche als Getreidespeicher benutzt. Der Turmhelm wurde 1965 abgetragen. 1983 brannte das Gebäude aus und das Dach stürzte ein. Heute liegt Schilino im Einzugsbereich der neu entstandenen evangelisch-lutherischen Gemeinde in Sabrodino (Lesgewangminnen, 1938 bis 1946 Lesgewangen) innerhalb der Propstei Kaliningrad (Königsberg) der Evangelisch-lutherischen Kirche Europäisches Russland.

## Das Haus Schillen
Das sich in Schilino befindliche ehemalige Wohnhaus des ehemaligen Gutes Erzberger wurde durch das Engagement der Kreisgemeinschaft Tilsit-Ragnit vor dem Verfall bewahrt und ist heute als Haus Schillen bekannt.

## Verkehr
Im Ort kreuzen sich mehrere Landstraßen, die Schilino vor 1945 zu einem Zentrum im Gebiet zwischen Tilsit (Sowetsk)  und Insterburg (Tschernjachowsk) machten. Der Ort liegt an der Bahnstrecke Tschernjachowsk–Sowetsk, deren Personenverkehr aber im Jahr 2009 eingestellt wurde. Nordwestlich befindet sich ein kleiner Flugplatz.

## Söhne und Töchter des Ortes
- Georg Kaulbach (1866–1945), deutscher Porträt-, Industrie- und Landschaftsmaler
- Herbert Schickedanz (1928–2019), deutscher Chirurg und Kinderchirurg
- Waleri Raschkin (* 1955), russischer Politiker (KPRF)